# Prinses Wensicia
Prinses Wensicia is een personage in het Duin-universum, gecreëerd door Frank Herbert.
Prinses Wensicia is de derde dochter van de Padishah-keizer Shaddam IV van het Huis Corrino, na de dood van haar vader neemt ze de leiding van het Huis over totdat haar zoon, Farad'n Corrino, meerderjarig wordt. Tijdens haar mandaat zweert ze samen om de tweeling Leto II en Ghanima, kinderen van Paul Atreides, te vermoorden en wordt ze verbannen door haar eigen zoon nadat ze haar heeft gedwongen de bevoegdheden van Huis Corrino aan hem over te dragen.

## In bewerkingen
In de miniserie Children of Dune uit 2003 werd het personage gespeeld door Susan Sarandon.